# 北海道中央バス滝川ターミナル
北海道中央バス滝川ターミナル（ほっかいどうちゅうおうバスたきかわターミナル）は、北海道中央バスが北海道滝川市に設置していたバスターミナル。同社の札幌事業部空知統括事務所（旧・空知事業部）に属し、JR北海道滝川駅の近くに設けられていた。ターミナル機能移転後はオフィスビル「滝川ターミナルビル」として利用されている。

## 概要

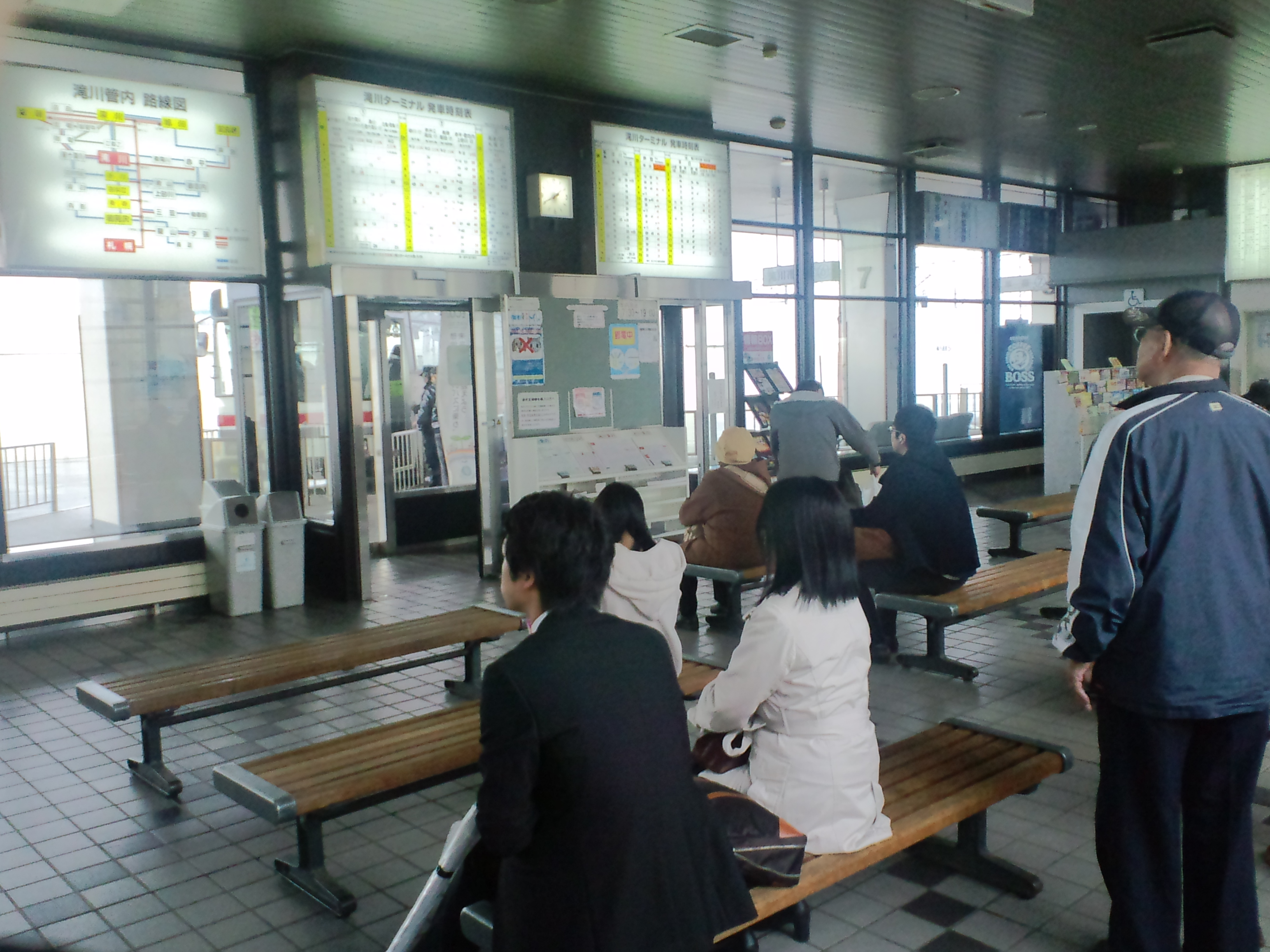
待合室（2013年10月）

札幌・留萌へ向かう都市間バスや深川・芦別・美唄・歌志内方面の定期路線バス、市内線の起点となっていた。
当初は現在地近くにあった滝川地方営業部に併設させる形でバスターミナルが設置されていたが、1968年11月27日に市内明神町に移転。その後、滝川駅に隣接地する現在地に地下1階地上3階延床面積2,098.86平米の新ターミナルビルを建設し1988年8月28日に移転開業した。
2階は北海道中央バス札幌事業部空知統轄事務所・空知中央バス本社が使用していたほか、3階にはテナントとして学習塾やバレエ教室などが入居している。
JR滝川駅近くに操車場が設けられており、高速バス利用者向けの駐車場も併設されている。

### バスターミナルとしての利用終了
滝川市では、滝川駅・駅前広場の整備事業について、北海道から平成24年11月告示を受けたことを受け、平成25年度から事業を開始した。この計画の中では、滝川駅前にバスベイを設置し、郊外線も含めた高速バス以外の路線バスを発着させることが謳われた。なお、待合室設備の設置について「今後検討していかなければならない課題」「北海道との協議中」とされ、この時点での設計には盛り込まれていない。滝川市は、北海道中央バスとの協議の場にて「当面存続する」「高速バスの止まれるスペースは、別に駅前広場北側（スマイルビル側）の市道部に用意している」との回答を得たことを明らかにしている。
その後北海道中央バスは、2018年3月31日をもって滝川ターミナルを廃止し、翌4月1日からは滝川駅前のバス乗り場へ乗り入れるとともに駅前に案内所を開設することを発表した（滝川駅#バス路線も参照）。なおバスターミナル以外の機能の一部については存置された（「沿革」節を参照）。
その後2024年2月には滝川市の「滝川駅周辺地区再生整備基本構想」の原案にて、市が北海道中央バスから旧ターミナル施設を取得し解体の上駐車場を整備する計画が打ち出された。

## のりば

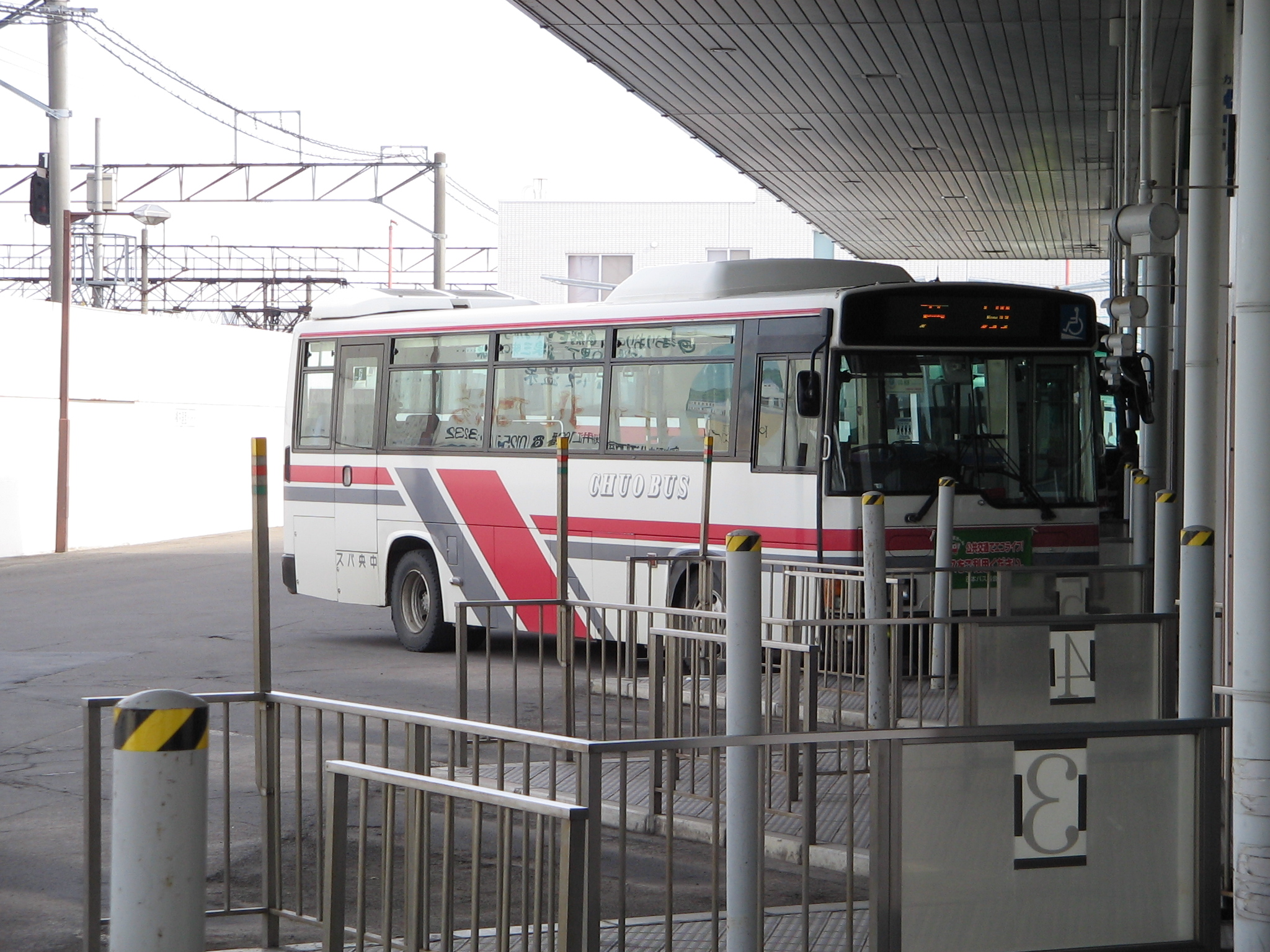
のりば

以下は2013年4月1日現在。

### 1番のりば
上総進線
新十津川役場・ふるさと公園・グリーンパーク方面
滝新線
啓南団地・新十津川役場方面
滝川浦臼線
花月市街・浦臼駅前方面
滝川北竜線
雨竜・北竜・碧水市街方面

### 2番のりば
砂芦線
砂川市立病院方面
滝川奈井江線・滝川美唄線
砂川市立病院・奈井江高校・美唄駅前方面
歌志内線
砂川市立病院・上砂川・歌志内・赤平昭和・宮下町方面

### 3番のりば
高速たきかわ号・高速しんとつかわ号・高速るもい号
札幌駅前ターミナル方面

### 4番のりば
高速るもい号
留萌ターミナル方面
滝深線・深滝線（空知中央バス）
江部乙中央通・雨竜／音江・深川市立病院前方面

### 5番のりば
滝芦線・砂芦線
赤平駅前・芦別方面

### 6番のりば
滝川市内線
東町先廻・西町先廻
滝川ふれ愛の里線
ふれ愛の里方面
滝新線
滝の川団地方面

### 7・8番のりば
降車場
上記のほか、浜益滝川間乗合自動車が完全予約制で運行する滝浜線（滝川ターミナル - 浜益）も使用していた。

## 沿革
- 1949年9月 - 滝川駅前に開設。当時は滝川営業所に併設されていた。
- 1959年8月21日 - 改築工事竣工[9]。
- 1968年11月 - 滝川市明神町2丁目にターミナルビル[10]を新築、移転[注 2]。
- 1988年8月 - 滝川駅前再開発事業により、現在地に移転。
- 2006年 - トイレを地下から1階に移設して障害者用トイレを新設するバリアフリー化工事を実施、施設内の喫茶店・売店を閉店。
- 2008年12月 - 外壁の塗り替え工事等に伴いターミナル前市道上のターミナルビル側降車停留場を廃止、7番のりばを降車場に変更。これに伴い路線バスの発車ホームも一部変更された。スマイルビル側の降車停留所は引き続き存置。
- 2009年4月4日 - 1階にグループ子会社「シィービーツアーズ」滝川営業所を新設し、航空券の取り扱いや旅行商品の販売を開始。また同営業所に中央バスの回数券や定期券を販売するカウンターも併設。これにより自動券売機の配置変更や台数の削減を行い、障害者用トイレの入口も変更された。
- 2018年3月31日 - ターミナル廃止、ターミナル機能を滝川駅前広場に移転。シィービーツアーズ営業所は法人旅行向けに営業を継続。ターミナルビル内の北海道中央バス空知統括事務所・空知中央バス本社、一部テナント、スマイルビル側に位置する高速バス降車場は存置したが、その後2019年までに空知統括事務所はバス事業部に統合、空知中央バス本社は滝川営業所内に移転し中央バスグループの事務所機能は廃止された。
- 2019年12月16日 - 滝川市役所観光国際課・たきかわ観光協会・滝川国際交流協会が「たきかわ観光国際スクエア」として旧ターミナルビルに移転[11][12]。
- 2020年4月 - 「たきかわ観光国際スクエア」全面開業[11]。